# يوهان كونينغ
يوهان كونينغ (بالألمانية: Johann König)‏ هو تاجر أعمال فنية ألماني، ولد في 22 يوليو 1981 في كولونيا في ألمانيا.